# Fusione di stelle di neutroni

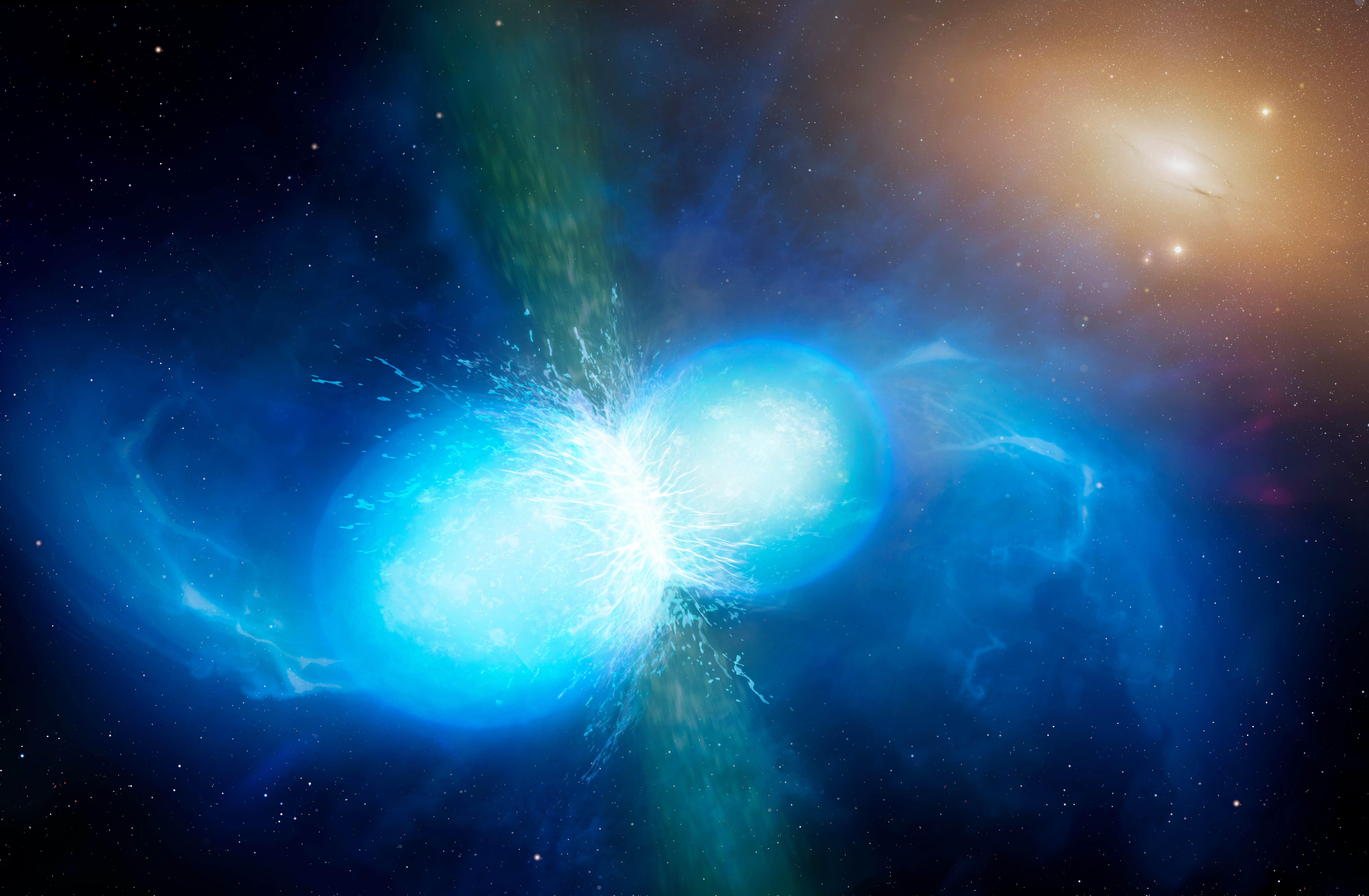
Rappresentazione artistica di due stelle di neutroni che si fondono, producendo onde gravitazionali e dando origine a una kilonova

Una fusione di stelle di neutroni è un tipo di collisione stellare. Avviene in modo simile alle rare supernove di tipo Ia risultanti da fusioni di nane bianche. 
Quando due stelle di neutroni orbitano l'una intorno all'altra, la loro orbita con il tempo diventa una spirale sempre più stretta a causa della perdita di energia collegata alla radiazione gravitazionale. Quando le due stelle di neutroni si incontrano, la loro fusione porta alla formazione di una stella di neutroni più massiva, oppure un buco nero (rispettivamente se la massa è inferiore al limite di Tolman-Oppenheimer-Volkoff o superiore). La fusione può anche creare in pochi millisecondi un campo magnetico miliardi di volte più forte di quello terrestre. Si pensa che questi eventi creino brevi lampi gamma. Si pensa anche che tali fusioni producano kilonove, che sono fonti temporanee di radiazione elettromagnetica abbastanza isotropa di elevata lunghezza d'onda, dovuta al decadimento radioattivo di nuclei pesanti che sono prodotti o emessi durante la fusione tramite il processo r.

## Fusioni osservate
Il 17 agosto 2017, la collaborazione LIGO/Virgo rivelò un impulso di onde gravitazionali, chiamato GW170817, associato alla fusione di due stelle di neutroni nella NGC 4993, una galassia ellittica nella costellazione dell'Idra. GW170817 sembrava anche correlata a un breve (di ≈2 secondi) lampo gamma, GRB 170817A, rilevato 1,7 secondi dopo il segnale GW della fusione, e a un evento nel visibile osservato 11 ore dopo, SSS17a.
L'associazione tra GW170817 e GRB 170817A sia nel tempo sia nello spazio, è una prova significativa che le fusioni di stelle di neutroni creino brevi lampi gamma. La successiva rilevazione dell'evento 'Swope Supernova Survey 2017a' (SSS17a) nell'area in cui sono avvenuti GW170817 e GRB 170817A ed il fatto che abbia le caratteristiche previste da una kilonova, è invece una prova significativa del fatto che le fusioni di stelle di neutroni producano kilonove.
Ad ottobre 2018, gli astronomi hanno riportato che GRB 150101B, un evento di lampo gamma individuato nel 2015, potrebbe essere direttamente correlato allo storico evento GW170817, un'onda gravitazionale rilevata nel 2017, e associato alla fusione di due stelle di neutroni. Le similitudini tra i due eventi, in termini di emissioni di raggi gamma, ottici e raggi X, nonché in termini della natura delle galassie ospiti ad essi associati, sono "impressionanti", suggerendo che i due eventi separati possono entrambi essere il risultato della fusione delle stelle di neutroni, e entrambi possono essere una kilonova, che secondo i ricercatori, potrebbero essere più comuni di quanto precedente pensato.
Ancora nell'ottobre 2018, gli scienziati presentarono un nuovo modo per sfruttare le informazioni degli eventi di onde gravitazionali (soprattutto quelli dovuti a fusioni di stelle di neutroni, come GW170817) al fine di determinare la costante di Hubble, che è essenziale per stabilire il tasso di espansione dell'universo. I due metodi precedenti, uno basato sui redshift e l'altro basato sulla scala delle distanze cosmiche, diedero risultati discordanti.
Nell'aprile 2019, gli osservatori di onde gravitazionali LIGO e Virgo annunciarono la rilevazione di un evento candidato ad essere, con una probabilità del 99,94%, la fusione di due stelle di neutroni. Nonostante estensive osservazioni successive, non si poté identificare la controparte elettromagnetica.
Anche la campagna osservativa Zwicky Transient Facility sta studiando gli eventi di stelle di neutroni tramite l'osservazione delle onde gravitazionali.

### XT2 (magnetar)
Nel 2019, l'analisi dei dati del Chandra X-ray Observatory scoprì un'altra fusione di stelle di neutroni binarie a una distanza di 6,6 miliardi di anni luce; il segnale a raggi X è chiamato XT2. La fusione ha prodotto una magnetar le cui emissioni poterono essere rilevate per molte ore.